# Todos Santos Cuchumatán
Todos Santos Cuchumatán è un comune del Guatemala facente parte del dipartimento di Huehuetenango.